# Messerschmitt Me 509
Die Messerschmitt Me 509 war ein auf der Me 309 basierendes Jagdflugzeugprojekt im Zweiten Weltkrieg. Es wurden zum Beispiel Fahrwerk und Leitwerk von der 309 übernommen. Im Gegensatz zur 309 war der Motor aber nicht im Bug, sondern mittig im Rumpf in Schwerpunktnähe angebracht. Diese Auslegung hatte sich bereits bei der US-amerikanischen Bell P-39 bewährt. Der Grund für diese Anordnung lag aber in den Problemen mit dem für die damalige Zeit ungewöhnlichen Bugradfahrwerk, die bei der Erprobung mit der 309 auftraten: Das Fahrwerk brach häufig wegen des schweren Motors, der sich direkt darüber befand.
Das sehr weit vorne liegende Cockpit sollte eine Druckbelüftung erhalten. Als Antrieb war ein Daimler-Benz DB 605 vorgesehen, der über eine Fernwelle, die unter dem Piloten hindurchlief, den vorne liegenden Dreiblattpropeller antreiben sollte.
Als Bewaffnung waren zwei MG 131 und zwei MG 151/20 vorgesehen.
Das Projekt wurde gleichzeitig mit dem der 309 beendet.
Es wird vermutet, dass die Pläne für dieses Flugzeug auch nach Japan geliefert wurden, wo die sehr ähnliche Yokosuka R2Y Seiun / Keiun entstand und noch vor dem Kriegsende flog.

## Technische Daten
- Typ: Einmotoriger Jagdeinsitzer
- Flügel: Freitragender Tiefdecker mit Trapezflügel
- Rumpf: Aufbau als Ganzmetallschale mit ovalem Querschnitt.
- Leitwerk: Freitragendes Kreuzleitwerk
- Fahrwerk: Einziehbares Bugradfahrwerk. Haupträder nach innen in die Tragflächen, Bugrad bei gleichzeitiger Schwenkung des Rades um 90° nach hinten unter den Rumpfbug einziehbar.
- Triebwerk: Ein flüssigkeitsgekühlter Zwölfzylinder-V-Motor Daimler-Benz DB 605 B mit 1450 PS Startleistung. Dreiblatt-Verstellpropeller. Bauchkühler unter dem Rumpf.
- Besatzung: 1 Pilot in Druckkabine mit Vollsichthaube
- Militärische Ausrüstung: Bewaffnung mit 2 × 13-mm-MG 131, und 2 × 20-mm-MG 151/20